# Litening
Der LITENING-Zielbeleuchtungsbehälter ist ein Präzisions-Zielbeleuchtungsbehälter für Kampfflugzeuge. Der Behälter ist mit seinem schwenkbaren Sensorkopf in der Lage, auf große Distanzen Ziele nachts und bei schlechtem Wetter zu erfassen und mittels Laserstrahl für gelenkte Waffen (lasergelenkte Bomben, JDAM oder raketengetriebene Lenkflugkörper) zu beleuchten. Der Behälter wurde von der israelischen Firma Rafael Advanced Defense Systems Ltd. entwickelt und produziert. Mittlerweile sind über 1000 Behälter produziert worden.

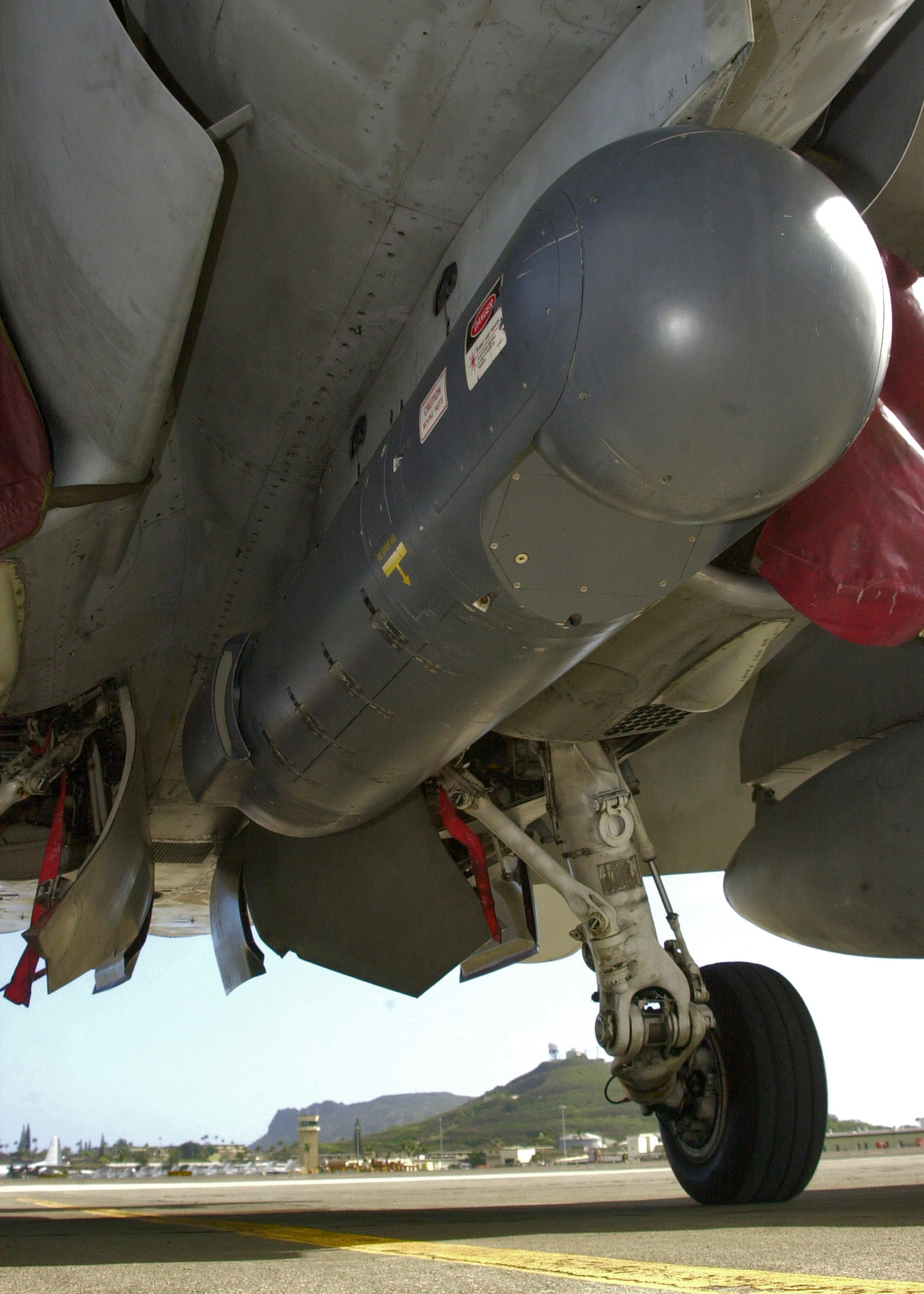
LITENING-Zielbeleuchtungsbehälter an einer F/A-18C „Hornet“ des USMC.

## Varianten
Rafael Litening Generation IDieser erste Zielbeleuchtungsbehälter wurde 1992 von der israelischen Firma Rafael Advanced Defense Systems Ltd. für die israelische Luftwaffe (IASF) entwickelt. Er verfügte noch über eine Wärmebildgerät (FLIR) der ersten Generation.
Rafael Litening Generation IIDies ist eine verbesserte Variante für den Einsatz an F-16C/D der IASF, welche ab 1995 eingeführt wurde.
Rafael Litening Generation III/Northrop Grumman AN/AAQ-28(V)Dies ist eine verbesserte Variante für den Einsatz an amerikanischen F-16, F-15, B-1, AV-8 und westlichen Kampfflugzeugen wie dem Eurofighter, Tornado, Gripen und anderen. Diese Varianten wurde 1995 entwickelt und danach in Kooperation mit Rafael vermarktet. Eine Subvariante verfügt seit 2001 über einen Wärmebildsuchkopf der dritten Generation mit einer Auflösung von 640×512 Pixeln sowie einen Laserzielmarkierer. Diese wird auch als Litening ER bezeichnet.
Northrop Grumman AN/AAQ-28(V) Litening ATDiese Variante wurde 2003 eingeführt.
Northrop Grumman AN/AAQ-28(V) Generation IVDiese neueste Variante wurde 2008 eingeführt. Sie verfügt über eine höhere Erfassungsreichweite.

## Trägerplattformen
Der Litening-Behälter wird hauptsächlich von modernen Kampfflugzeugen ab der 3. Generation zur Zielbeleuchtung an einer separaten Außenlaststation mitgeführt.
- Rockwell B-1B "Lancer"
- Lockheed-Martin F-16C Block 50 „Fighting Falcon“
- McDonnell Douglas F-4E Block 67 „Phantom II“
- Grumman F-14D „SuperTomcat“
- McDonnell Douglas AV-8B „Harrier II Plus“
- BAe „Harrier“ GR.9
- Boeing F-15E „Strike Eagle“
- McDonnell Douglas F/A-18C/D „Hornet“
- Boeing F/A-18E/F „Super Hornet“
- MiG-27ML Flogger-J
- Saab JAS 39C/D/E „Gripen“
- Panavia Tornado ECR
- Eurofighter Typhoon EF-2000
- Fairchild-Republic A-10C „Thunderbolt“ II

## Nutzer
- Australien
- Brasilien
- Chile
- Dänemark
- Deutschland
- Finnland
- Griechenland
- Indien
- Indonesien
- Israel
- Italien
- Kasachstan
- Kolumbien
- Marokko
- Niederlande
- Österreich
- Portugal
- Rumänien
- Schweden
- Singapur
- Spanien
- Südafrika
- Thailand
- Tschechien
- Ungarn
- Venezuela
- Vereinigte Staaten
- Vereinigtes Königreich